# Дудеизм

Логотип дудеизма

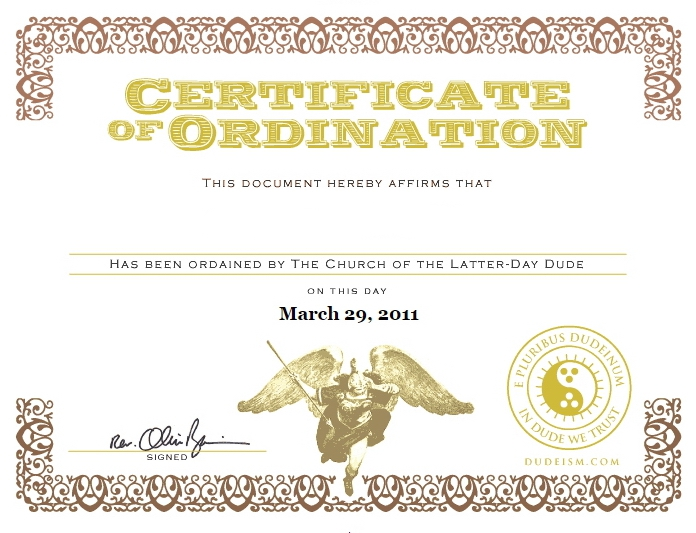
Сертификат священника-дудеиста

Дудеи́зм, или дюдеи́зм (от англ. dude — «чувак») — распространённое в интернете философское течение, основные учения которого соответствуют философии и жизненным принципам вымышленного персонажа Чувака, главного героя фильма «Большой Лебовски», снятого братьями Коэн в 1998 году. Иногда дудеизм ошибочно причисляют к так называемым пародийным религиям, но основатель и последователи категорически отрицают это, подчёркивая, что они не стремятся высмеивать кого-то или что-то.

## История
Основатель религии — Оливер Бенджамин, лос-анджелесский журналист, живущий в тайском Чиангмае. Официальная организация дудеизма именуется «Церковью чувака последних дней» (англ. The Church of the Latter-Day Dude) и по состоянию на январь 2017 года насчитывает около 400 тысяч «священников-дудаистов», посетителей интернет-сайта со всего мира, обладающих соответствующими сертификатами. Священный день дудеистов — 6 марта, дата начала проката фильма «Большой Лебовски».

## Философия и принципы
В основном дудеисты занимаются возвеличиванием и осмыслением сюжета фильма «Большой Лебовски», последователи верят, что мировоззрение, выраженное Чуваком, существует с момента зарождения человеческой цивилизации, отражая в себе стремление противодействовать алчности и агрессии развивающегося общества. Среди приверженцев религии почитаются такие люди как Лао-цзы, Эпикур, Гераклит Эфесский, Будда Гаутама и в особенности Иисус Христос. С недавних пор к пророкам дудеизма причисляются американские трансценденталисты, в частности Ральф Уолдо Эмерсон и Уолт Уитмен, а также величайшие гуманисты Курт Воннегут и Марк Твен.
Дудеизм заимствует многие учения даосизма, но не затрагивает метафизические и медицинские аспекты этой философии. Дудеизм учит «плыть по течению» и не волноваться по поводу сложных жизненных ситуаций, несерьёзное отношение к вещам считается единственным способом достижения гармонии со своей внутренней природой, единственным верным способом взаимодействия с окружающими людьми. В то время как в большей части современного общества превалирующими ценностями считаются персональные достижения и карьерный рост, дудеисты главной ценностью провозглашают, собственно, саму человеческую жизнь. Философия дудеизма стремится научить людей получать удовольствие из обычных повседневных занятий вроде принятия душа, игры в боулинг или общения с друзьями, потому что накопление и трата денег не могут принести счастья и душевного спокойствия.

## Публикации
С конца 2008 года «Церковь чувака последних дней» выпускает собственную газету The Dudespaper, в июле 2009 года вышла своеобразная библия дудеизма The Tao Dude Ching (с декабря 2009 года переименована в The Dude De Ching). По сути книга представляет собой переложение сюжета фильма «Большой Лебовски» на «Дао дэ цзин».